# Lenguas lubanas
Las lenguas lubanas o luba-songye son un grupo filogenético de lenguas bantúes establecido por Christine Ahmed (1995). Son parte de la zone L en la clasificación de Guthrie. Las lenguas o continuos geolectales, junto con su código en la clasificación de Guthrie, son:
- Yazi (L20)
- Songe (Songye), Binji (L20)
- Hemba: Hemba (L20), Kebwe (L30), Bangubangu de Kabambare (D20)
- Nkoya (Mbwera) (L60) [tal vez parte del subgrupo Luba]
- Luba (L30): Kaonde (L40), Kete (L20), Kanyok, Luba-Kasai (TshiLuba), Luba-Katanga (KiLuba)–Sanga–Zela, Bangubangu (de Mutingua, D20)

Las restantes lenguas del subgrupo L20 (lenguas songe): lwalu, luna y el budya, formarían parte de este grupo.